# Mike Taylor
Michael Taylor (24 de abril de 1934 — 4 de abril de 2017) foi um automobilista britânico nascido na Inglaterra. Ele participou de dois Grandes Prêmios do Campeonato Mundial de Fórmula 1, estreando no Grande Prêmio da Grã-Bretanha de 1959. Ele não marcou pontos no campeonato. Ele também participou de várias corridas fora do Campeonato de Fórmula 1. Sua carreira de piloto efetivamente terminou quando a solda da coluna de direção falhou em seu Lotus 18 no Grande Prêmio da Bélgica de 1960 a 260 km/h. Ele foi jogado para fora do carro, atingindo uma árvore com o corpo e quebrando vários ossos (Alan Stacey e Chris Bristow morreram e Stirling Moss também se feriu na época, batendo com outro Lotus 18 no treino). Taylor ficou paralisado, mas após a terapia foi capaz de recuperar a capacidade de andar.
Por causa da falha de seu carro, Taylor posteriormente processou a Lotus com sucesso, uma das poucas ações bem-sucedidas contra os fabricantes de um carro de corrida.
Após seu acidente, Taylor competiu esporadicamente em ralis de longa distância, terminando em terceiro na Maratona Londres-Sydney em 1977 em um Citroën CX com Paddy Hopkirk e Bob Riley. Taylor também fez carreira na especulação imobiliária. Ele morreu em 4 de abril de 2017, após uma batalha contra o câncer.